# آنا قاولد
آنا قاولد (بالإنجليزية: Anna Gould)‏ هي نجمة اجتماعية أمريكية، ولدت في 5 يونيو 1875 في نيويورك في الولايات المتحدة، وتوفيت في 30 نوفمبر 1961 في نويي-سور-سين في فرنسا.